# Real Zombi Revolver
Real Zombi Revólver es una película española dirigida por Adrián Cardona y producida por Eskoria Films en asociación con Friki Films, se estrenó en Sitges en 2005 y se filmó en Ibiza, la película trata de zombis, vaqueros, gore y la venganza de Jack MC Queen hacia Douglas Fox, protagonizada por Adrián Cardona, José María Angorrilla, David Ortiz, Vicente Pizarro y Juan Cardona y con la actuación de algunos actores de Kombate Brutal, en este caso, Real Zombi Revólver y Kombate Brutal son las películas más famosas de Adrián Cardona y Eskoria Films.

## Argumento
Jack es un granjero convertido a pistolero por el asesinato de su esposa en manos de Douglas Fox, un despiadado forajido. Vive obsesionado con la venganza y tras 5 años, el villano vuelve a las andadas. Jack emprende la cacería junto a su mejor amigo y un cazarrecompensas del pueblo. En un enfrentamiento con Fox en una cueva, resucitan una antigua maldad sectaria que yacía aletargada.

## Reparto
- Adrián Cardona ... Jack MC Queen/Zombi
- José Mª Angorrilla ... Douglas Fox/Zombi/Real Zombi Final
- David Ortiz ... Clatton/Zombi/Real Zombi Final
- Vicente Pizarro ... Perro rabioso/Zombi
- Juan Cardona ... Sheriff Búfalo
- Sergio Noguera ... Lionel/Zombi
- Juan C. Boned ... Jefe Nube Blanca
- Alejandro Portaz ... Triple J
- David Fernández ... Katana Joe
- Vicente P. Juan ... Reverendo
- Francisco Adamuz ... Window
- Toni Guasch Rosset ... Amigo de Window 1
- Lluis des´Hort Nou ... Amigo de Window 2
- Juan Tur "Poncho" ... Indio 2
- Carmen Galindo ... Ayudante del Sheriff
- J. M. Angorrilla M. ... Granjero
- Encarni Galindo ... Esposa del granjero
- Xiquet "Gibert" ... Ahorcado
- Lorena García ... Esposa de Jack
- Alonso Ortiz ... Camarero
- Miguel Era "Malaface" ... Bandido 1/Zombi
- Jesse Garcéa ... Bandido 2/Víctima
- José A. Pilligua ... Bandido 3/Zombi
- Jesús Almirón ... Bandido 4/Zombi
- Fernando Noguera ... Hombre rico
- Eduardo Solans ... Muerto del duelo
- Tamara Gallego ... Can-Can 1
- Elizabeth Gallego ... Can-Can 2
- Den Jiawei ... Profeta Chino
- José Manuel Huedo ... Gente del pueblo
- Sonia Cardona ... Gente del pueblo/Zombi
- Manuel Huedo ... Gente del pueblo
- Laura R. Tierraseca ... Gente del pueblo
- Sara Castedo ... Gente del pueblo
- Ana Benito ... Gente del pueblo
- Fina Linares ... Gente del pueblo
- Joanet y su primo ... Gente del pueblo
- Luis Angorrilla ... Gente del pueblo/Zombi
- Marcos G. Rumbos ... Víctima
- Vicente Ribas "Bury" ... Víctima/Zombi
- Ana Vargas ... Víctima
- Francisco Ribas ... Víctima
- Irene Torres ... Víctima
- Andrea Clederas ... Víctima
- Rafa Arruga ... Víctima
- Víctor Tur "Lija" ... Víctima
- Christine Durand ... Víctima
- Daniel Ramón ... Víctima
- Evan Durand ... Víctima
- Roberto Samper ... Víctima
- Antonio Sancho ... Víctima
- Sergio Vicedo ... Víctima/Zombi
- Trinidad Morato ... Víctima/Zombi
- Julián Ortega ... Víctima/Zombi
- Juan Luis Roig ... Zombi
- Esteban Ribas ... Zombi
- Andrés Sáez .... Zombi
- Óscar Velozquez ... Zombi
- M. Pilar Ochando ... Zombi
- Miguel Ángel Ribas ... Zombi
- Eduardo Morales ... Zombi
- Zeus Morales ... Zombi
- Vicente Serra "UrukCenteKai" ... Zombi
- Luis Ávila ... Zombi
- David Cañas ... Zombi
- David Vargas ... Zombi
- José J. Torres ... Zombi
- Alex Berlanga ... Zombi